# Cecosesola
Cecosesola (Central Coperativa de Servicios Sociales del Estado Lara) ist ein hierarchiefreier, solidarischer Verbund von Genossenschaften in Venezuela mit Schwerpunkten auf Anbau und Vertrieb von Lebensmitteln sowie Gesundheitsversorgung.

## Zahlen und Geschichte
Die Leitung der Kooperativen für soziale Dienstleistungen im Bundesland Lara wurde Ende 1967 gegründet. Das erste Projekt von Cecosesola war ein Beerdigungsinstitut. Es ist heute das größte in der Region; 20.000 Familien zahlen hier monatlich kleine Beiträge ein. Das Institut betreibt eine eigene Sargproduktion.
Über fünfzig Basisorganisationen mit insgesamt 20.000 Mitgliedern (Beschäftigte und Nutzer) sind dem Verbund angeschlossen. 1.200 Kooperativistas arbeiten als „Hauptamtliche“ (trabajadores asociados) und bekommen ihren Unterhalt direkt vom Gesamtverbund. D. h., sie zahlen sich einen wöchentlichen Betrag, der in Abgrenzung von der Lohnarbeit „Vorschuss“ (anticipo) genannt wird. Die Höhe entspricht etwa dem Doppelten des staatlich festgesetzten Mindestlohns. Dieser Vorschuss richtet sich nach dem Bedarf, ist also nicht für alle gleich. Wer z. B. Kinder hat, bekommt mehr. 2010 betrug der Umsatz aller Unternehmen 430 Millionen Bolivares – 100 Millionen US-Dollar nach dem offiziellen Kurs.

### Projekte
- Lara liegt im Westen Venezuelas. Hauptstadt ist Barquisimeto mit einer Million Einwohnern. Hier betreibt Cecosesola drei Wochenmärkte, auf denen sich jede Woche 55.000 Familigruppen – etwa ein Viertel der Stadtbevölkerung – mit Obst, Gemüse und Lebensmitteln versorgen. 450 Tonnen Obst und Gemüse werden wöchentlich verkauft. Die Preise liegen durchschnittlich 30 Prozent unter denen von privatwirtschaftlich betriebenen Märkten. Daneben gibt es einen Laden für Haushaltsgeräte und Möbel, in dem Mitglieder die Produkte mit Ratenzahlungen ohne die üblichen hohen Zinsen kaufen können.

- In den sechs Projekten der Gesundheitsversorgung werden pro Jahr 190.000 Behandlungen durchgeführt. 2009 wurde das neu erbaute Gesundheitszentrum CICS eingeweiht. Hier werden alternative Behandlungsmethoden wie Akupunktur und Massagen angeboten, aber auch chirurgische Eingriffe sowie Labor- und Röntgenuntersuchungen. Die Preise liegen 60 Prozent unter denen privater Kliniken. Für Mitglieder der Kooperativen sind bestimmte Behandlungen kostenlos.

- Zum Verbund gehören weiterhin Landwirtschaftsbetriebe: Zwölf Organisationen in den Bundesländern Lara und Trujillo mit mehr als 200 landwirtschaftlichen Kleinbetrieben (2–3 Hektar) beliefern die Märkte. In einigen Betrieben wird versucht, Agrochemie durch biologischen Pflanzenschutz zu ersetzen. Kleine Produktionsgenossenschaften stellen Lebensmittel her, die auf den Märkten verkauft werden. Brot, Vollkornnudeln, Getreideflocken, Tomatensauce, Kräuter, Gewürze, Honig, Fruchtmark usw. Außerdem gibt es eine Sparkasse und andere Finanzierungs- und Solidaritätsfonds.

## Arbeitsweise
Nach außen gibt es eine hohe Beteiligung der Kunden, deren Bedürfnisse immer wieder mit ihnen diskutiert werden. Teilweise sind die Kunden auch an den Kooperativen beteiligt.
Nach innen ist das Auffälligste der Verzicht auf hierarchische Posten. „Sämtliche Mitglieder können sich jederzeit auf allen Ebenen mit den gleichen Rechten mitwirken. Entscheidungen werden im Konsens getroffen und erneut zur Diskussion gestellt, falls jemand im Nachhinein sein Nicht-Einverständnis erklärt, unabhängig davon, ob die Person an der Entscheidung beteiligt oder abwesend war. 2011 fanden etwa 3000 der wöchentlichen Treffen in einzelnen Kooperativen und Projekten statt, sowie 300 übergreifende Versammlungen.“
Es gibt kein Leitungsgremium, keinen Geschäftsführer und keine Aufsicht mehr. Man versucht, dafür zu sorgen, dass die Treffen nicht zu einem Ersatz für die Geschäftsleitung oder den Geschäftsführer werden. Jede Person oder Gruppe soll die Verantwortung für Entscheidungen übernehmen, die im Alltag getroffen werden müssen. Konsens bedeutet für die Mitglieder etwas anderes als Einstimmigkeit. Für die Einstimmigkeit müssen alle Mitglieder einer Gruppe oder Organisation anwesend sein. Das entspricht einer Abstimmung, bei der alle dafür sind. Eine Entscheidung ist Konsens, wenn sie dem ‚Wir‘ entspricht, d. h. den Kriterien, die man in diesem Moment teilt – unabhängig davon, ob diese Entscheidung von einer Person, einer informellen Gruppe oder einer Versammlung gefällt wurde. „Diese Art, Entscheidungen zu treffen, kann offensichtlich zu Chaos und Fehltritten führen, die unter Umständen große ökonomische Verluste nach sich ziehen. Aber alle ökonomischen Verluste werden um ein Vielfaches kompensiert durch die Flexibilität und Dynamik, die in der Organisation entsteht, dadurch dass wir uns von den kulturellen Fesseln befreien, die unser aller Kapazitäten und kreatives Potenzial einschränken.“
Cecosesola versucht, an die Stelle von Macht und Durchsetzung von persönlichen Interessen einen gegenläufigen Prozess zu setzen: Hierarchien abzubauen, Informationen allen zugänglich zu machen, Vertrauensverhältnisse aufzubauen und die eigene Identität auf die kollektive Energie der Solidarität zu gründen. Die Erfahrungen von Cecosesola können mit verschiedenen Konzepten erklärt werden:
- Die Produktivkraft „Kooperation“ führt zur Effizienzsteigerung.
- Die Art und Weise der Zusammenarbeit erhöht Motivation und Zusammenhalt der Mitarbeiter.
- Durch das Rotieren von Aufgaben soll die „Sicht auf den Gesamtprozess der Organisation“ gestärkt werden.[6]
- Der Aufbau von Netzwerkstrukturen auf Basis von Vertrauen und Kooperation unterstützt das langfristige Überleben der Kooperativen.

Dabei weisen die Formen, wie hier die Menschen miteinander in Beziehung treten, über die Sphäre von Arbeit und Produktion hinaus. Vielleicht geht es hier vielmehr um eine andere Art des Lebens, die keine Rechtfertigung nach Effizienzkriterien benötigt. „Wenn es uns gelingt, die Selbstorganisation mit Respekt für die Anderen und das Andere zu leben, werden wir nach und nach diese Dynamik zu unserer eigenen machen, und unser Verhalten wird mit dem Prozess des Lebens in Einklang kommen. Damit eröffnet sich uns die Möglichkeit, über das pflichtgemäße ökologische Verhalten hinauszukommen, das nur aus Nützlichkeitserwägungen eine Natur erhalten will, die im Dienst des Menschen steht. Wir haben die Möglichkeit, von Grund auf ökologisch zu werden, da die Natur dann nicht mehr etwas von uns Getrenntes sein wird: Wir werden alle Natur. Vielleicht stehen wir einfach vor der Entscheidung für eine Lebensform. Eine Wahl, die von uns verlangt, die hierarchischen Verhältnisse von Macht über den Anderen, die Teil unseres Kulturgutes sind, zu überwinden. Eine Wahl, bei der klar ist, dass die Machtübernahme keine Alternative sein kann, die Welt zu verändern …“

## Auszeichnungen
- 2022: Right Livelihood Award (bekannt als Alternativer Nobelpreis)[8]